# 自動解結装置
自動解結装置（じどうかいけつそうち）は、鉄道車両の編成を解放（切り離し）・連結をする際、作業員が線路上に降りずに運転室などから簡単な操作により作業を完了させる装置またはシステムである。

## 概要
自動解結装置は下記の各装置によりシステムが構成されている。
列車解結操作スイッチ
運転室内に設置されているスイッチである。
エアシリンダ
密着連結器内部に組み込まれ解放レバーに接続されており、圧搾空気を送り込むことにより解放状態を保持できる。
連結締切装置
列車解結操作スイッチの操作によって、エアシリンダへ送り込む圧搾空気および電気連結器へ接続されている回路の開閉を制御している。
なお、上記システムを構築する上で、電気連結器の装備は必要不可欠である。
基本的には密着連結器と組み合わせて装備されているが、小型密着自動連結器を採用している名古屋鉄道では、M式自動解結装置を独自に開発して装備している。また、東日本旅客鉄道（JR東日本）の新幹線車両でもM式自動解結装置と類似したものが使用されている（新幹線用密着連結器・可動式電気連結器の組み合わせ）。